# Schausia memnonia
Schausia memnonia är en fjärilsart som beskrevs av Karsch 1895. Schausia memnonia ingår i släktet Schausia och familjen nattflyn. Inga underarter finns listade.